# 연노랑눈썹솔새
연노랑눈썹솔새는 참새목 솔새과의 조류이다. 머리는 올리브색이고 복부는 담황색을 띤 흰색이다. 담황색의 눈썹선이 있다. 날개는 어두운 갈색이고 날개깃의 가장자리는 담황색이다. 히말라야와 중국 칭하이성, 윈난성, 파미르, 알타이 등에서 번식하고 파키스탄, 인도, 미얀마, 태국 등으로 이동하여 겨울을 보낸다. 대한민국에서는 매우 드물게 통과하는 나그네새이다.